# Stephen Pearcy
Stephen Eric Pearcy, poznatiji kao Stephen Pearcy (San Diego, Kalifornija, SAD,  3. srpnja 1959.), američki je heavy metal pjevač, osnivač i glavni vokal heavy metal sastava Ratt. Autor je većine hitova grupe, među kojima su "Round and Round",  "Lay It Down", "Wanted Man", "You're in Love" i "Dance". Većinu svoje glazbene karijere proveo je u sastavu Ratt, ali je bio i član skupina Firedome, Crystal Pystal, Buster Cherry, Arcade, Vicious Delite, Vertex, Nitronic i Band from Hell. Također ima i samostalnu karijeru; godine 2002. objavio je samostalni album Social Intercourse. 

## Diskografija
| S grupom       | Godina | Naslov                   | Diskografska kuća                    | Pozicija na top listi | Primjeraka                  |
| -------------- | ------ | ------------------------ | ------------------------------------ | --------------------- | --------------------------- |
| Ratt           | 1983   | Ratt                     | Time Coast / Atlantic                | 133                   | 300,000                     |
| Ratt           | 1984   | Out of the Cellar        | Atlantic                             | 7                     | 3 million                   |
| Ratt           | 1985   | Invasion of Your Privacy | Atlantic                             | 7                     | 2 million                   |
| Ratt           | 1986   | Dancing Undercover       | Atlantic                             | 26                    | Platinum+                   |
| Ratt           | 1988   | Reach for the Sky        | Atlantic                             | 17                    | Platinum+                   |
| Ratt           | 1990   | Detonator                | Atlantic                             | 23                    | Gold+                       |
| Ratt           | 1991   | Ratt & Roll 81-91        | Atlantic                             | 57                    | Gold                        |
| Arcade         | 1993   | Arcade                   | Epic                                 | 133                   | 100,000+                    |
| Arcade         | 1994   | A/2                      | Epic                                 |                       | 20,000+                     |
| Vicious Delite | 1995   | Vicious Delite           | Top Fuel Records                     |                       |                             |
| Vertex         | 1996   | Vertex                   | Blue Dolphin                         |                       |                             |
| Ratt           | 1997   | Collage                  | RATT Records                         |                       |                             |
| Ratt           | 1999   | Ratt                     | Portrait Records                     | 169                   | Estimated 200,000 worldwide |
| Nitronic       | 2000   | D.O.A. Live 2000         | Top Fuel Records                     |                       |                             |
| Solo           | 2002   | Social Intercourse       | Top Fuel Records                     |                       |                             |
| Solo           | 2006   | Fueler                   | Top Fuel Records / Cleopatra Records |                       |                             |
| Solo           | 2006   | Stripped                 | Sidewinder Records                   |                       |                             |
| Solo           | 2008   | Under My Skin            | Top Fuel Records / Airline Records   |                       |                             |
| Ratt           | 2010   | Infestation              | Loud & Proud / Roadrunner Records    | 30                    | 50,000+                     |
| Solo           | 2011   | Suckerpunch              | Top Fuel Records                     |                       |                             |

## Vanjske poveznice
- Stephen Pearcy's official website
- Stephen Pearcy on Myspace  Arhivirana inačica izvorne stranice od 20. veljače 2010. (Wayback Machine)
- Interview with Stephen Pearcy
- Interview with Stephen Pearcy
- Stephen Pearcy In Arcade
- Official RATT Website
- RATT Official Myspace